# Campionati del mondo di atletica leggera 2011 - Getto del peso femminile
La gara del getto del peso femminile dei Campionati del mondo di atletica leggera 2011 si è svolta su due giorni: le qualificazioni la mattina del 28 agosto e la finale la sera del 29 agosto.

## Podio
| Pos.    | Atleta                    | Nazionalità   | Misura  |
| ------- | ------------------------- | ------------- | ------- |
| Oro     | Valerie Adams             | Nuova Zelanda | 21,24 m |
| Argento | Jillian Camarena-Williams | Stati Uniti   | 20,02 m |
| Bronzo  | Gong Lijiao               | Cina          | 19,97 m |

## Situazione pre-gara

### Record
Prima di questa competizione, il record del mondo e il record dei campionati erano i seguenti.
| Record                | Prestazione | Atleta                               | Data                                  | Competizione  |
| --------------------- | ----------- | ------------------------------------ | ------------------------------------- | ------------- |
| Record mondiale       | 22,63 m     | Natal'ja Lisovskaja Unione Sovietica | 7 giugno 1987 Mosca, Unione Sovietica |               |
| Record dei campionati | 21,24 m     | Natal'ja Lisovskaja Unione Sovietica | 5 settembre 1987 Roma, Italia         | Mondiali 1987 |

### Campionesse in carica
Le campionesse in carica, a livello mondiale e continentale, erano:
| Campionessa | Atleta                       | Prestazione | Data                              | Competizione         |
| ----------- | ---------------------------- | ----------- | --------------------------------- | -------------------- |
| Olimpica    | Valerie Adams Nuova Zelanda  | 20,56 m     | 16 agosto 2008 Pechino, Cina      | Giochi olimpici 2008 |
| Mondiale    | Valerie Adams Nuova Zelanda  | 20,44 m     | 16 agosto 2009 Berlino, Germania  | Mondiali 2009        |
| Europea     | Nadzeja Astapčuk Bielorussia | 20,48 m     | 27 luglio 2010 Barcellona, Spagna | Europei 2010         |

### La stagione
Prima di questa gara, le atlete con le migliori tre prestazioni dell'anno erano:
| Pos. | Atleta                                | Prestazione | Data                            |
| ---- | ------------------------------------- | ----------- | ------------------------------- |
| 1    | Nadzeja Astapčuk Bielorussia          | 20,94 m     | 3 luglio 2011 Žukovskij, Russia |
| 2    | Valerie Adams Nuova Zelanda           | '20,78 m    | 8 luglio 2011 Parigi, Francia   |
| 3    | Jillian Camarena-Williams Stati Uniti | 20,18 m     | 8 luglio 2011 Parigi, Francia   |

Altre dodici atlete hanno lanciato sopra i 19,00 m.

## Risultati

### Qualificazioni
La qualificazione si è svolta, con le atlete divise in due gruppi (A e B), a partire dalle 10:20 del 28 agosto 2011.

L'accesso alla finale è riservato alle concorrenti con una misura di almeno 18,65 m o, alle prime dodici atlete della qualificazione.
| Pos | Gruppo | Atleta                    | Paese             | 1ª prova | 2ª prova | 3ª prova | Risultato | Note |
| --- | ------ | ------------------------- | ----------------- | -------- | -------- | -------- | --------- | ---- |
| 1   | A      | Valerie Adams             | Nuova Zelanda     | 19,79 m  |          |          | 19,79 m   | Q    |
| 2   | B      | Lijiao Gong               | Cina              | 19,21 m  |          |          | 19,21 m   | Q    |
| 3   | A      | Christina Schwanitz       | Germania          | 19,20 m  |          |          | 19,20 m   | Q    |
| 4   | A      | Jillian Camarena-Williams | Stati Uniti       | 19,09 m  |          |          | 19,09 m   | Q    |
| 5   | A      | Cleopatra Borel-Brown     | Trinidad e Tobago | 18,20 m  | 18,41 m  | 18,95 m  | 18,95 m   | Q    |
| 6   | A      | Anna Avdeeva              | Russia            | 18,32 m  | 18,33 m  | 18,92 m  | 18,92 m   | Q    |
| 7   | B      | Evgenija Kolodko          | Russia            | 18,58 m  | 18,90 m  |          | 18,90 m   | Q    |
| 8   | B      | Natallja Michnevič        | Bielorussia       | 18,88 m  |          |          | 18,88 m   | Q    |
| 9   | A      | Michelle Carter           | Stati Uniti       | 18,85 m  |          |          | 18,85 m   | Q    |
| 10  | A      | Nadine Kleinert           | Germania          | 18,75 m  |          |          | 18,75 m   | Q    |
| 11  | B      | Li Ling                   | Cina              | 18,67 m  |          |          | 18,67 m   | Q    |
| 12  | A      | Chiara Rosa               | Italia            | 17,69 m  | 18,27 m  | 18,28 m  | 18,28 m   |      |
| 13  | A      | Mailín Vargas             | Cuba              | x        | 18,27 m  | x        | 18,27 m   |      |
| 14  | A      | Misleydis González        | Cuba              | 18,24 m  | 17,96 m  | 17,83 m  | 18,24 m   |      |
| 15  | B      | Liu Xiangrong             | Cina              | 17,59 m  | 17,96 m  | 18,22 m  | 18,22 m   |      |
| 16  | A      | Julie Labonté             | Canada            | 17,66 m  | 18,04 m  | x        | 18,04 m   |      |
| 17  | B      | Josephine Terlecki        | Germania          | 17,85 m  | 17,72 m  | 17,20 m  | 17,85 m   |      |
| 18  | B      | Natalia Duco              | Cile              | 17,42 m  | x        | 17,42 m  | 17,42 m   |      |
| 19  | B      | Sarah Stevens-Walker      | Stati Uniti       | 16,50 m  | x        | 17,20 m  | 17,20 m   |      |
| 20  | B      | Anita Márton              | Ungheria          | x        | 16,33 m  | 17,04 m  | 17,04 m   |      |
| 21  | A      | Lee Mi-young              | Corea del Sud     | 16,08 m  | 16,18 m  | 15,96 m  | 16,18 m   |      |
| 22  | B      | Simoné du Toit            | Sudafrica         | 15,83 m  | x        | x        | 15,83 m   |      |
| 23  | B      | Radoslava Mavrodieva      | Bulgaria          | x        | 15,76 m  | x        | 15,76 m   |      |
|     | B      | Nadzeja Astapčuk          | Bielorussia       |          |          |          | dq        |      |
|     | B      | Anna Omarova              | Russia            |          |          |          | dq        |      |

### Finale
La finale si è svolta a partire dalle 20:40 del 29 agosto 2011 ed è terminata dopo un'ora circa.

Le migliori 8 classificate dopo i primi tre lanci accedono ai tre lanci di finale.
| #       | Atleta                    | Nazionalità       | 1ª prova | 2ª prova | 3ª prova | 4ª prova | 5ª prova | 6ª prova | Misura  | Note                                                                               |
| ------- | ------------------------- | ----------------- | -------- | -------- | -------- | -------- | -------- | -------- | ------- | ---------------------------------------------------------------------------------- |
| Oro     | Valerie Adams             | Nuova Zelanda     | 19,37 m  | x        | 20,04 m  | 20,72 m  | x        | 21,24 m  | 21,24 m | Record oceaniano · Record dei campionati · Miglior prestazione mondiale stagionale |
| Argento | Jillian Camarena-Williams | Stati Uniti       | 19,63 m  | 18,53 m  | 19,24 m  | 20,02 m  | 18,80 m  | 19,44 m  | 20,02 m |                                                                                    |
| Bronzo  | Lijiao Gong               | Cina              | 19,64 m  | x        | x        | 19,82 m  | 19,97 m  | x        | 19,97 m |                                                                                    |
| 4       | Evgenija Kolodko          | Russia            | 18,42 m  | 18,28 m  | 19,78 m  | x        | x        | 19,26 m  | 19,78 m | Miglior prestazione personale                                                      |
| 5       | Li Ling                   | Cina              | 19,12 m  | 19,71 m  | 19,23 m  | 19,60 m  | 19,50 m  | 19,49 m  | 19,71 m |                                                                                    |
| 6       | Anna Avdeeva              | Russia            | 18,80 m  | 18,65 m  | 19,16 m  | 18,96 m  | 19,54 m  | 18,51 m  | 19,54 m | Miglior prestazione personale stagionale                                           |
| 7       | Nadine Kleinert           | Germania          | 19,26 m  | x        | 18,83 m  | x        | x        | -        | 19,26 m | Miglior prestazione personale stagionale                                           |
| 8       | Michelle Carter           | Stati Uniti       | 18,76 m  | x        | 18,13 m  |          |          |          | 18,76 m |                                                                                    |
| 9       | Natallja Michnevič        | Bielorussia       | 18,44 m  | x        | 18,47 m  |          |          |          | 18,47 m |                                                                                    |
| 10      | Christina Schwanitz       | Germania          | 17,96 m  | x        | x        |          |          |          | 17,96 m |                                                                                    |
| 11      | Cleopatra Borel-Brown     | Trinidad e Tobago | x        | 17,62 m  | 17,53 m  |          |          |          | 17,62 m |                                                                                    |
|         | Nadzeja Astapčuk          | Bielorussia       |          |          |          |          |          |          | dq      |                                                                                    |
|         | Anna Omarova              | Russia            |          |          |          |          |          |          | dq      |                                                                                    |